# Monnell
La Casa de Monnell és un edifici del municipi de Gisclareny (Berguedà) inclosa en l'Inventari del Patrimoni Arquitectònic de Catalunya.

## Descripció
Es tracta d'una masia d'estructura clàssica coberta a dues vessants amb teula àrab i el carener perpendicular a la façana orientada a llevant. La masia es construí aprofitant un marge del terreny desnivellat; per aquest motiu la planta baixa és força reduïda. Al nucli central de la masia bastida al segle xvii, se li adossà un cos rectangular pel costat de ponent que l'amplià considerablement i que es cobrí amb la prolongació del ràfec de la mateixa teulada. La façana principal presenta poques i petites obertures que es distribueixen de forma desordenada. La porta és una simple obertura allindanada i la façana està arrebossada des de principis del segle XX però als murs laterals encara s'hi pot veure el parament, de carreus de pedra irregulars. Aquest edifici principal està envoltat per altres construccions annexes.

## Història
La masia i el lloc de Mulnell o Molnell són documentats des del s. XIV com una de les partides o quadres que formaven part dels dominis jurisdiccionals dels barons de Pinós. Els estadants de la casa tenien prerrogatives de cavallers i com a tals dominaven i explotaven la capçalera del riu Bastareny. La seva categoria social de petita noblesa local fa que sovint els Mulnell apareguin en la documentació baix medieval vinculats als Pinós.